# Droite de Steiner
Pour les articles homonymes, voir Steiner.

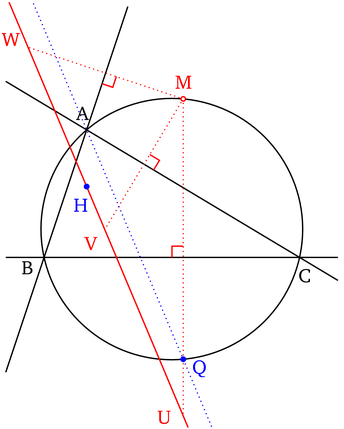

Dans un triangle ABC, soit M un point du plan et U, V et W les symétriques orthogonaux de M par rapport aux droites (BC), (AC) et (AB). Alors M est sur le cercle circonscrit au triangle si et seulement si U, V et W sont alignés. Dans ce cas, la droite portant les points U, V et W s'appelle la droite de Steiner associée au point M.
La droite de Steiner s'obtient à partir de la droite de Simson par une homothétie de centre M et de rapport 2.
Quel que soit le point M, la droite de Steiner associée à M passe par l'orthocentre H du triangle ABC. 
Si Q est le point d'intersection de (MU) et du cercle circonscrit au triangle, alors la droite de Steiner associée à M est parallèle à (AQ).
Cas particulier
Si M est le point de Feuerbach du triangle tangentiel du triangle ABC, alors la droite de Steiner est la droite d'Euler de ABC.